# 傑姆鎮區 (北達科他州鮑曼縣)
傑姆鎮區（英語：Gem Township）是位於美國北達科他州鮑曼縣的一個鎮區。

## 地方資料
傑姆鎮區的面積為93.09平方千米，當中陸地面積為92.85平方千米，而水域面積為0.24平方千米。根據2020年美國人口普查的數據，當地共有人口29人，而人口密度為每平方千米0.31人。